# Charadrius asiaticus
Charadrius asiaticus là một loài chim trong họ Charadriidae.

## Hình ảnh

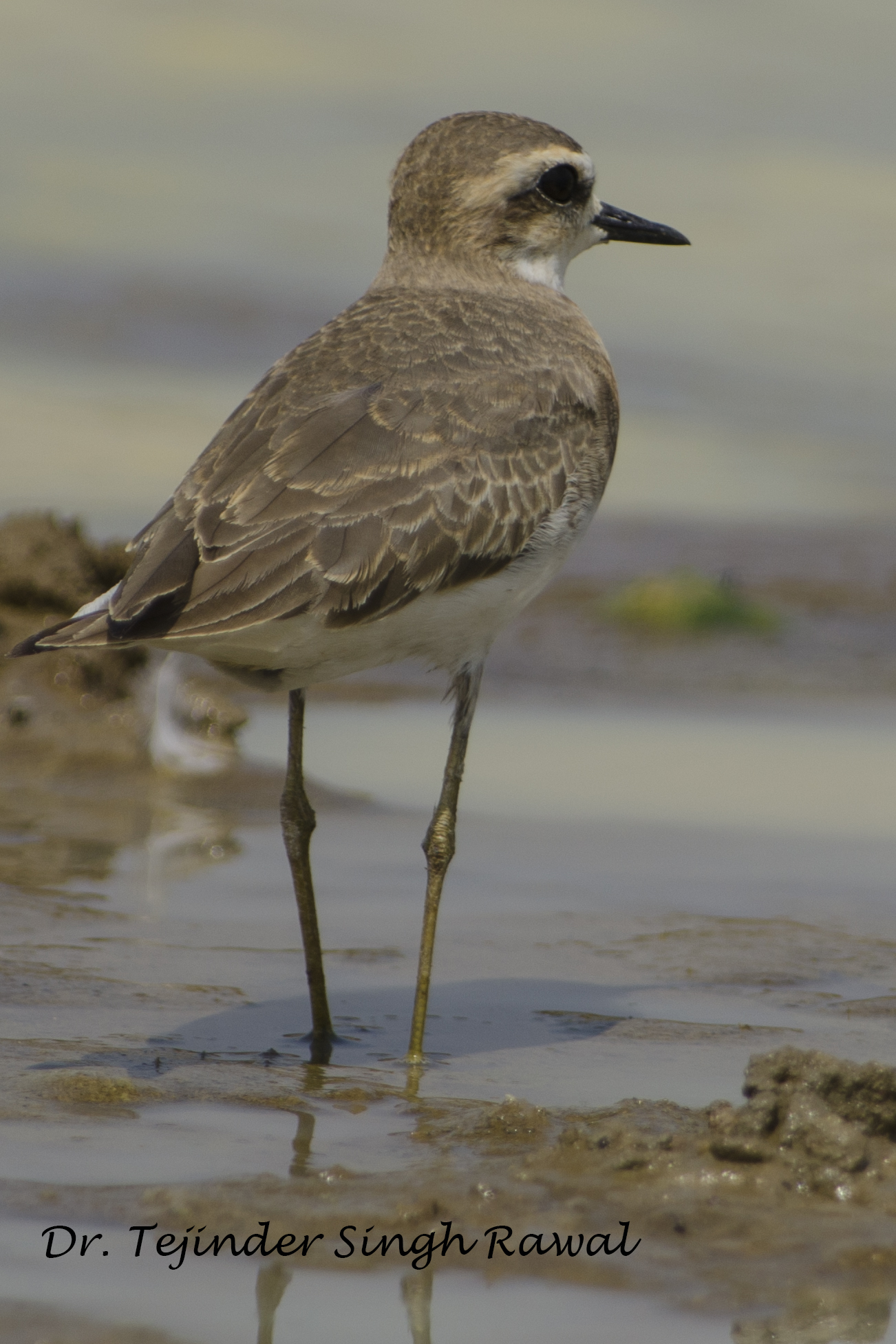
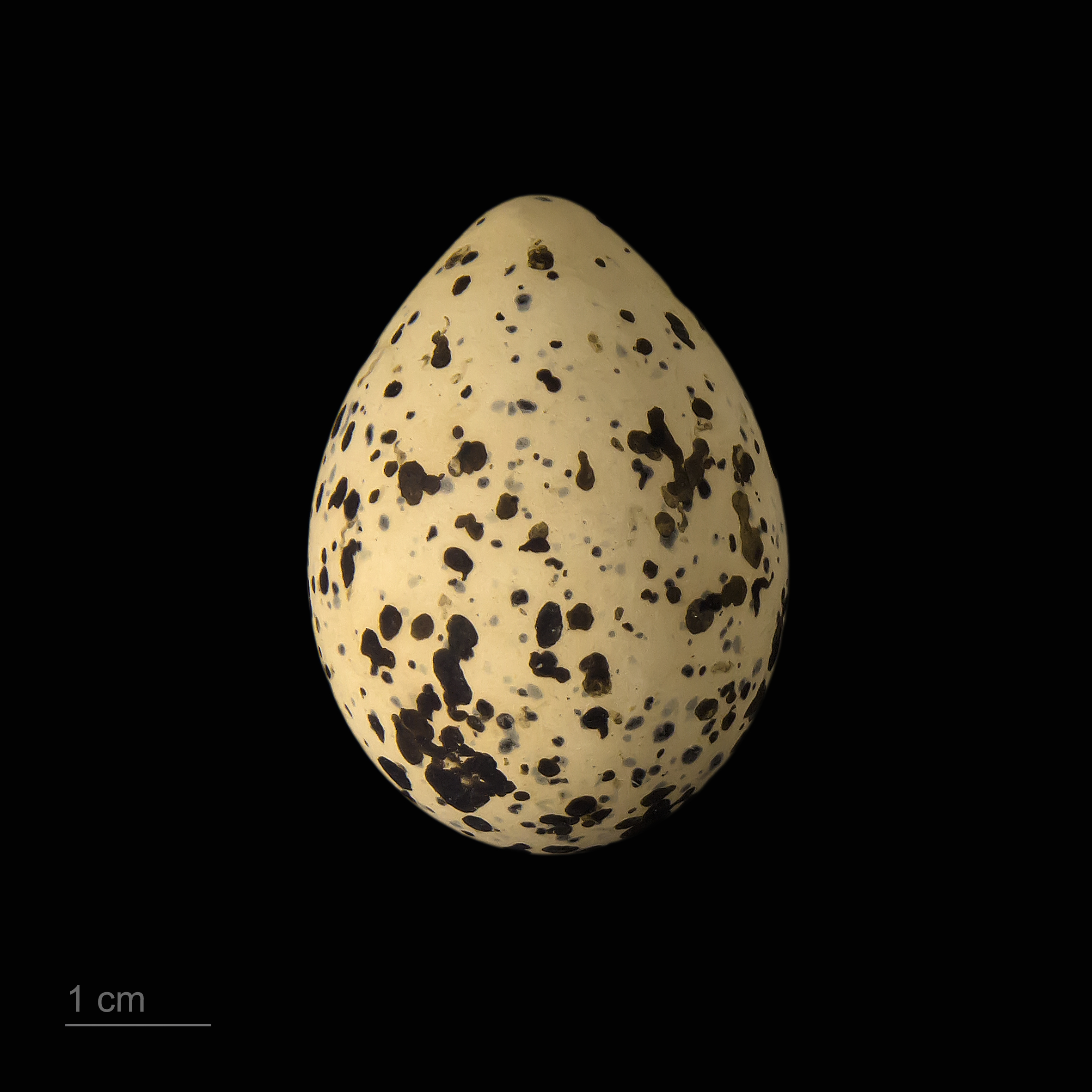
Museum specimen